# Coupe de Tunisie masculine de basket-ball 2023-2024
Navigation
Coupe de Tunisie 2022-2023 Coupe de Tunisie 2024-2025
La coupe de Tunisie 2023-2024 est la 68e édition de la coupe de Tunisie masculine de basket-ball, compétition à élimination directe mettant aux prises des clubs de basket-ball amateurs et professionnels affiliés à la Fédération tunisienne de basket-ball.

## Quarts de finale
| Date          | Équipe à domicile              | Équipe à l'extérieur         | Score |
| ------------- | ------------------------------ | ---------------------------- | ----- |
| 21 avril 2024 | Jeunesse sportive kairouanaise | Union sportive monastirienne | 63-64 |
| 21 avril 2024 | Stade nabeulien                | Club africain                | 74-85 |
| 21 avril 2024 | Union sportive El Ansar        | Étoile sportive de Radès     | 48-59 |
| 21 avril 2024 | Étoile sportive du Sahel       | Étoile sportive goulettoise  | 73-69 |

## Demi-finales
Les résultats de demi-finales sont les suivants :
| Date         | Équipe à domicile            | Équipe à l'extérieur     | Score |
| ------------ | ---------------------------- | ------------------------ | ----- |
| 29 juin 2024 | Union sportive monastirienne | Étoile sportive du Sahel | 76-70 |
| 29 juin 2024 | Club africain                | Étoile sportive de Radès | 95-54 |

## Finale
Le résultat de la finale est le suivant :
| Date           | Lieu  | Équipe à domicile | Équipe à l'extérieur         | Score |
| -------------- | ----- | ----------------- | ---------------------------- | ----- |
| 6 juillet 2024 | Radès | Club africain     | Union sportive monastirienne | 87-55 |

## Champion
- - Président : Youssef Elmi
  - Entraîneur : Andreas Wagner (de)
  - Joueurs : Omar Abada, Mahdi Sayeh, Mourad El Mabrouk, Aymen Trabelsi, Jawhar Jaouadi, Ziyed Chennoufi, Naim Dhifallah, Mohamed Hadidane, Haythem Saada, Fares Ochi, Justin Edwards, Mohamed Tarhouni